# Bakonykúti
Bakonykúti es un municipio del condado de Fejér, Hungría.